# Володава (гміна)
Гміна Володава (пол. Gmina Włodawa) — сільська гміна у східній Польщі. Належить до Володавського повіту Люблінського воєводства.
Станом на 31 грудня 2011 у гміні проживало 6049 осіб.

## Площа
Згідно з даними за 2007 рік площа гміни становила 243.75 км², у тому числі:
- орні землі: 37.00%
- ліси: 47.00%

Таким чином, площа гміни становить 19.40% площі повіту.

## Населення
Станом на 31 грудня 2011:
| Опис     | Загалом | Загалом | Чоловіки | Чоловіки | Жінки | Жінки |
| -------- | ------- | ------- | -------- | -------- | ----- | ----- |
| одиниця  | осіб    | %       | осіб     | %        | осіб  | %     |
| все      | 6049    | 100     | 3057     | 50.54    | 2992  | 49.46 |
| міське   | 0       | 100     | 0        |          | 0     |       |
| сільське | 6049    | 100     | 3057     | 50.54    | 2992  | 49.46 |

## Сусідні гміни
Гміна Володава межує з такими гмінами: Ганна, Ганськ, Володава, Воля-Угруська, Вирики.